# Conhecimento comum (lógica)
O conhecimento comum é um tipo especial de conhecimento para um grupo de agentes. Há conhecimento comum de p em um grupo de agentes G quando todos os agentes em G conhecem p, todos sabem que conhecem p, todos sabem que todos sabem que conhecem p, e assim por diante ad infinitum. Pode ser denotado como {\displaystyle C_{G}p}.
O conceito foi introduzido pela primeira vez na literaturaa filosófica por David Kellogg Lewis em seu estudo Convention (1969). O sociólogo Morris Friedell definiu conhecimento comum em um artigo de 1969. Foi dada pela primeira vez uma formulação matemática em uma estrutura teórica de conjuntos por Robert Aumann (1976). Os cientistas da computação aumentaram o interesse no assunto da lógica epistêmica em geral – e de conhecimento comum em particular – a partir da década de 1980. Existem inúmeros quebra-cabeças baseados no conceito que foram extensivamente investigados por matemáticos como John Conway.
O filósofo Stephen Schiffer, em seu livro Meaning, de 1972, desenvolveu de forma independente uma noção que chamou de “conhecimento mútuo” ({\displaystyle E_{G}p}) que funciona de forma bastante semelhante ao "conhecimento comum" de Lewis e Friedel de 1969. Se um anúncio confiável for feito em público, ele se tornará de conhecimento geral; No entanto, se for transmitido a cada agente em privado, torna-se conhecimento mútuo, mas não conhecimento comum. Mesmo que o fato de “todos os agentes do grupo conhecerem p” ({\displaystyle E_{G}p}) é transmitido a cada agente de forma privada, ainda não é de conhecimento comum: {\displaystyle E_{G}E_{G}p\not \Rightarrow C_{G}p}. Mas, se algum agente {\displaystyle a} anuncia publicamente seu conhecimento de p, então se torna de conhecimento comum que eles conhecem p (viz. {\displaystyle C_{G}K_{a}p}). Se cada agente anunciar publicamente seu conhecimento de p, p se tornará de conhecimento comum {\displaystyle C_{G}E_{G}p\Rightarrow C_{G}p}.
O conceito foi introduzido pela primeira vez na literatura filosófica por David Kellogg Lewis em seu estudo Convention (1969). O sociólogo Morris Friedell definiu conhecimento comum em um artigo de 1969. Foi dada pela primeira vez uma formulação matemática em uma estrutura teórica de conjuntos por Robert Aumann (1976). Os cientistas da computação aumentaram o interesse no assunto da lógica epistêmica em geral – e de conhecimento comum em particular – a partir da década de 1980. Existem inúmeros quebra-cabeças baseados no conceito que foram extensivamente investigados por matemáticos como John Conway.